# ꭝ
Cette page contient des caractères spéciaux ou non latins. S’ils s’affichent mal (▯, ?, etc.), consultez la page d’aide Unicode.
ꭝ, appelée l s couché réfléchi median en exposant, l s couché réfléchi median supérieur ou lettre modificative l s couché réfléchi median, est un graphème utilisé dans certaines transcriptions phonétiques. Il est formé de la lettre l s couché réfléchi median mise en exposant.

## Utilisation
Le ꭝ est utilisé dans la transcription phonétique Teuthonista de l’Atlas linguistique de la Suisse alémanique (Sprachatlas der deutschen Schweiz, SDS), par exemple dans la transcription de la prononciation bĭꭝꬷɑ̤ de Beule à Binn (WS 30).

## Représentations informatiques
La lettre lettre modificative l s couché réfléchi median peut être représenté avec les caractères Unicode suivants (Latin étendu – E ) :
| formes       | représentations | chaînes de caractères | points de code | descriptions                                             | note                            |
| ------------ | --------------- | --------------------- | -------------- | -------------------------------------------------------- | ------------------------------- |
| modificative | ꭝ               | ꭝ                     | U+AB5D         | lettre modificative minuscule l s couché réfléchi median | codé pour le symbole phonétique |